# Javier Mariscal
Javier Mariscal (Valencia, 1950) è un artista visuale spagnolo.

## Biografia

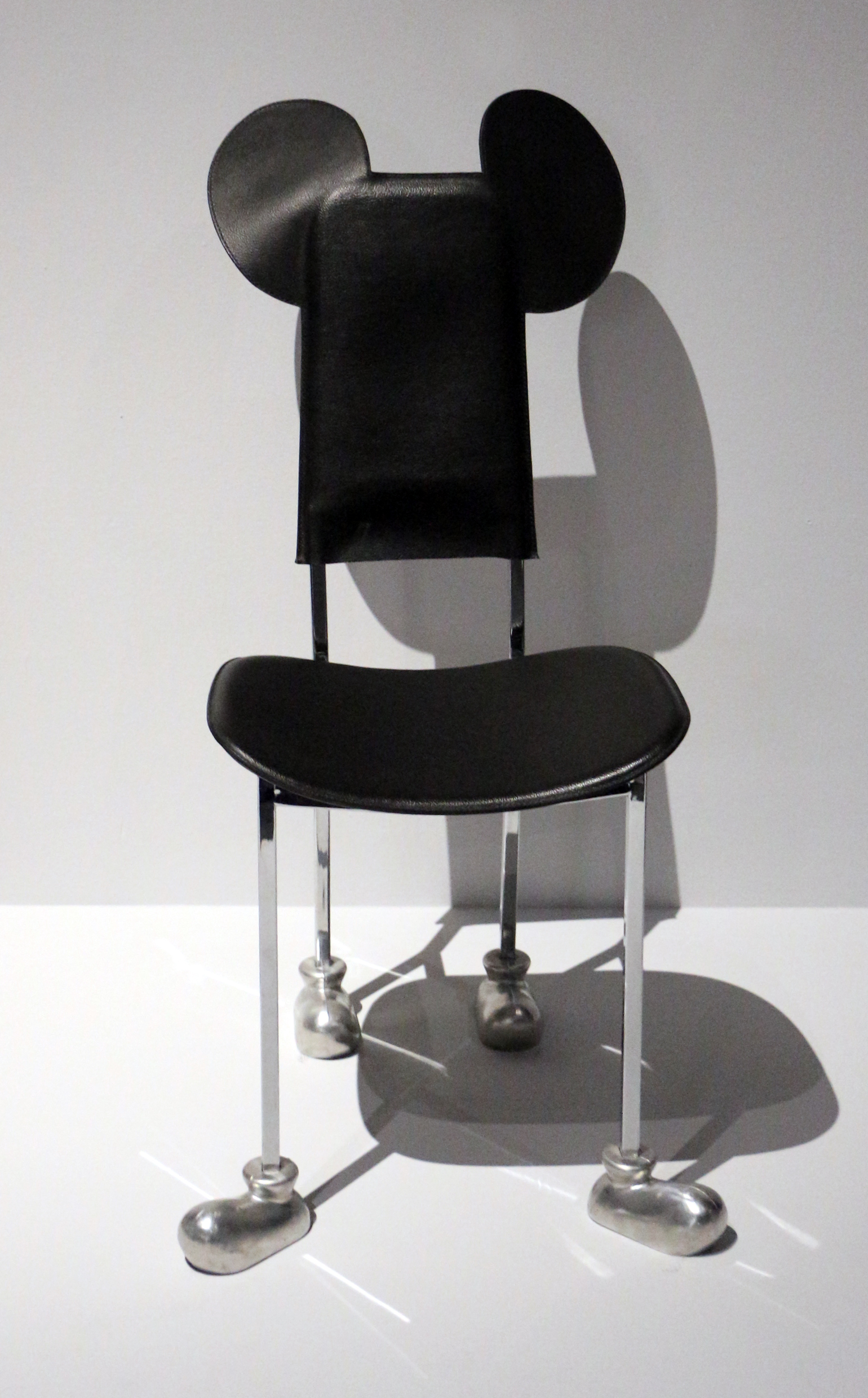
Garriris, 1987, Musée national d'art moderne, Paris

Comincia come ideatore di fumetti, raccontando storie che sono quasi un diario della sua vita a Barcellona. Il fumetto si rivela però un mezzo espressivo limitato rispetto alla capacità creativa di Mariscal, che inizia a spaziare in vari ambiti artistici.
La sua ricerca personale lo porta a realizzare opere di natura molto diversa, come il progetto dell'Hotel Domine di Bilbao (2002), la stesura di racconti per bambini (2004), il design di una serie di mobili in plastica, la grafica delle mascotte Cobi dei Giochi della XXV Olimpiade a Barcellona e Twipsi dell'Esposizione Universale di Hannover nel 2000.

## Filmografia

### Regia
- Chico & Rita (2010)